# Haapasaari (ö i Konnevesi, Häntiäisselkä)
Haapasaari är en ö i Konnevesi i Finland. Den ligger i sjön Konnevesi och i kommunen Konnevesi i den ekonomiska regionen  Äänekoski  och landskapet Mellersta Finland, i den centrala delen av landet, 280 km norr om huvudstaden Helsingfors. Öns area är 3,1 hektar och dess största längd är 230 meter i nord-sydlig riktning.